# Ekenässjöns församling
Ekenässjöns församling är en församling i Vetlanda pastorat i Njudung-Östra Värends kontrakt i Växjö stift i Svenska kyrkan. Församlingen ligger i Vetlanda kommun i Jönköpings län.

## Administrativ historik
Församlingen bildades 1 januari 2020 genom utbrytning ur Vetlanda församling och ingår sedan dess i Vetlanda pastorat. Detta är en av de helt nya församlingarna efter att distrikt infördes den 1 januari 2016 och därmed har denna församling aldrig varit en befolkningsrapporteringsenhet.

## Kyrkor
- Ekenässjöns kyrka